# Sutton Island
Sutton Island är en ö i Kanada.   Den ligger i territoriet Nunavut, i den centrala delen av landet, 3 400 km nordväst om huvudstaden Ottawa. Arean är 3,3 kvadratkilometer.
Terrängen på Sutton Island är platt. Öns högsta punkt är 63 meter över havet. Den sträcker sig 3,5 kilometer i nord-sydlig riktning, och 1,8 kilometer i öst-västlig riktning.